# Schlacht am Mons Graupius
Die Schlacht am Mons Graupius war eine militärische Auseinandersetzung um das Jahr 83 zwischen der römischen Armee, angeführt von Gnaeus Iulius Agricola, und einer Kriegstruppe der Kaledonier unter der Führung des Calgacus, nahe dem Tap o’ Noth in Schottland. Die Schlacht endete mit dem Sieg der Römer. Die Schlacht ist durch einen Bericht des römischen Geschichtsschreibers Tacitus überliefert. Archäologische Funde belegen zwar die Anwesenheit von römischen Truppen in Schottland, aber einen eindeutigen Nachweis, wie und wo die Schlacht stattgefunden hat, gibt es nicht.
Die Schlacht hat das große Interesse von Forschung und Allgemeinheit angezogen. So hat der schottische Autor Walter Scott der Suche nach dem Ort der Schlacht mit The Antiquary (dt. Der Altertümler) ein literarisches Denkmal gesetzt. Die Archäologie sucht weiterhin nach dem Ort der Schlacht.

## Historischer Kontext

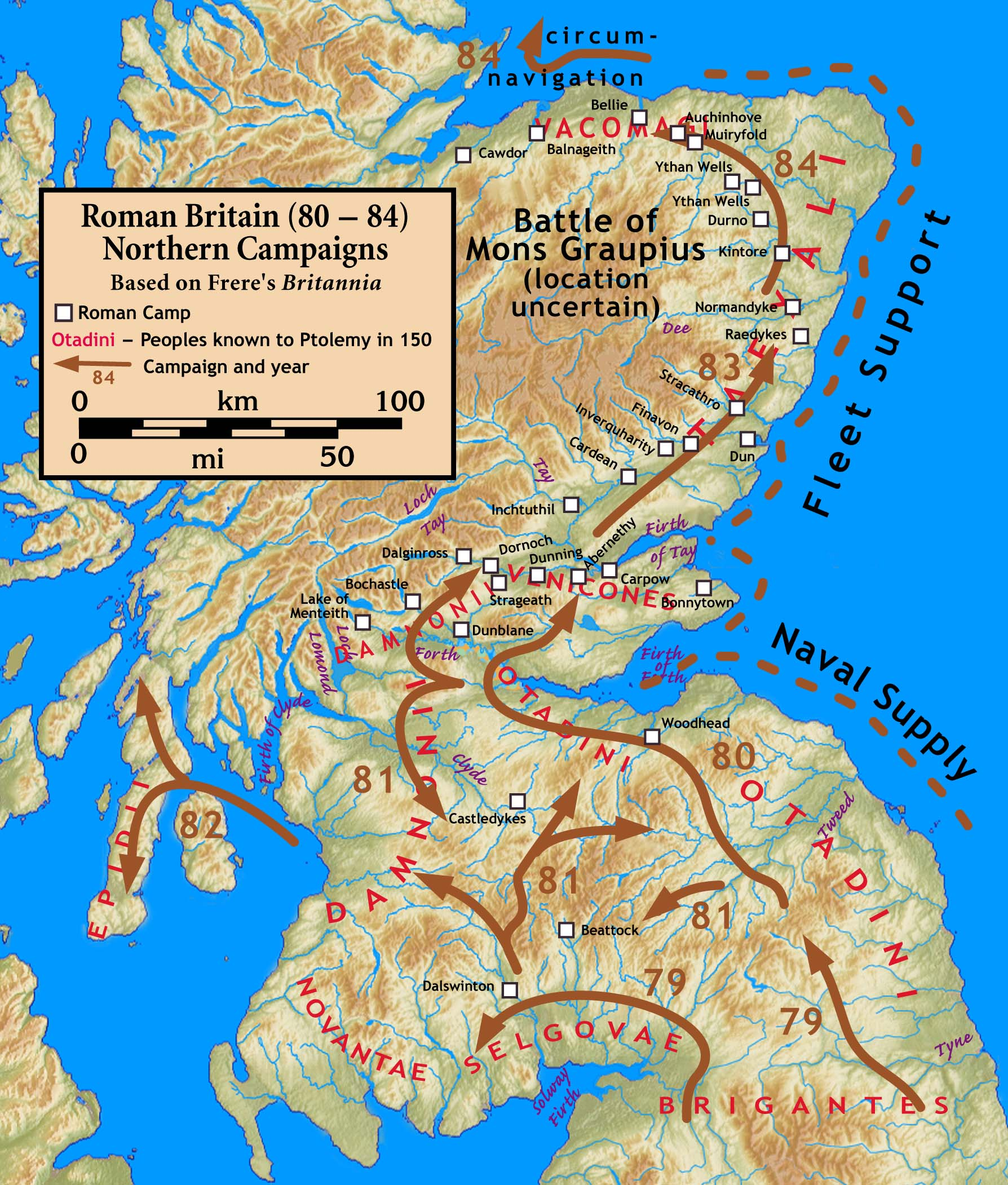
Feldzug des Agricola 80–84 n. Chr. Stammesnamen in rot (nach Claudius Ptolemäus, um 150)

## Nachwirkung

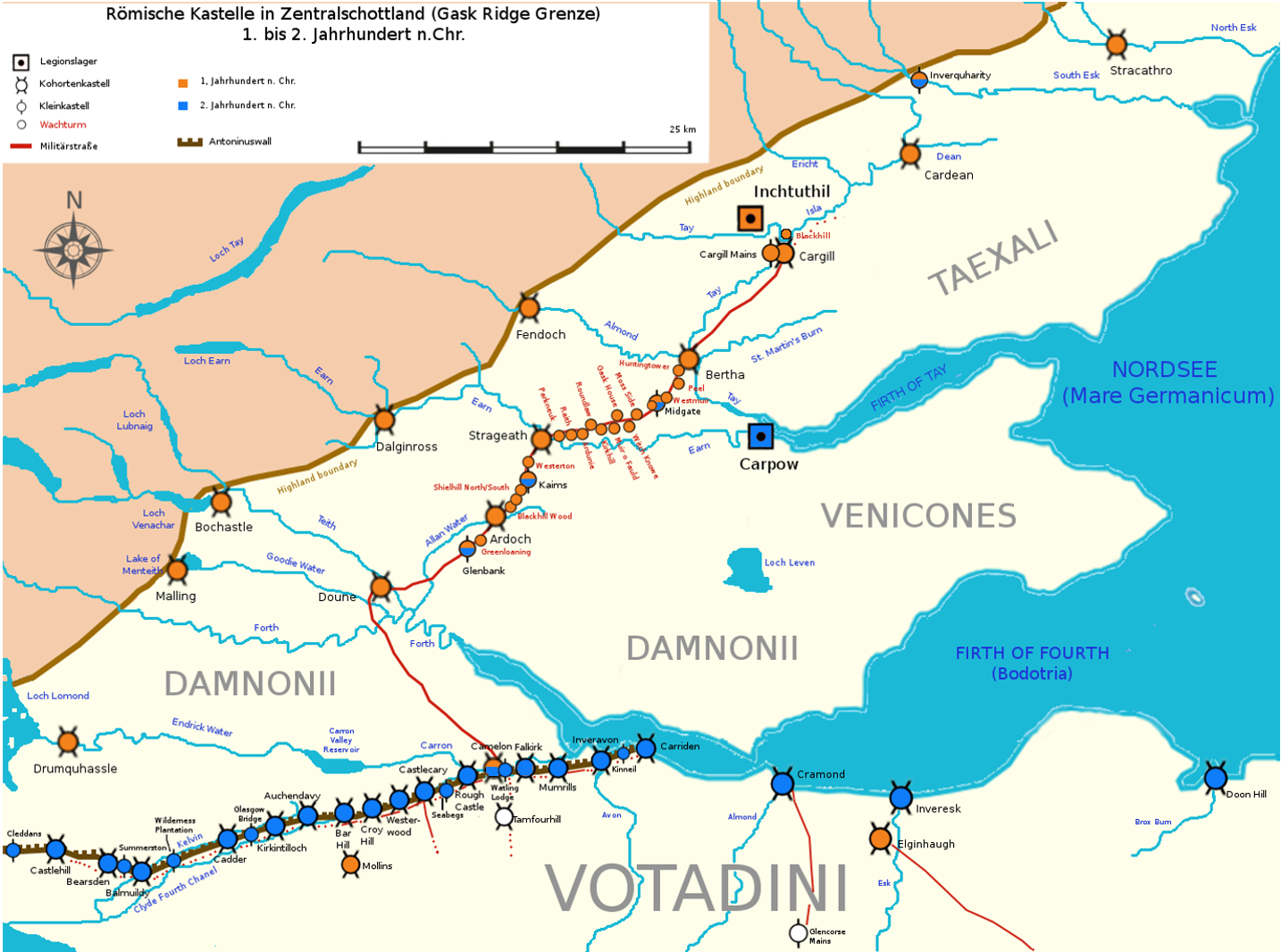
Die nördlichsten Legionslager